# Velká Chmelištná
Velká Chmelištná (Duits: Groß Chmelischen) is een Tsjechische gemeente in de regio Midden-Bohemen en maakt deel uit van het district Rakovník. Het dorp ligt op 22 km afstand van de stad Rakovník.
Velká Chmelištná telt 58 inwoners.

## Geografie
De gemeente Velká Chmelištná bestaat uit twee dorpen:
- Velká Chmelištná;
- Hůrky.

## Geschiedenis
De eerste schriftelijke vermelding van Velká Chmelištná dateert van 1352. Uit onderzoek is gebleken dat het dorp echter al in 1039 werd gesticht.
Sinds 2003 is Velká Chmelištná een zelfstandige gemeente binnen het Rakovníkdistrict.

## Verkeer en vervoer

### Autowegen
Velká Chmelištná ligt aan een regionale weg.

### Spoorlijnen
Er is geen spoorlijn of station in (de buurt van) het dorp.

### Buslijnen
Er rijden twee buslijnen door het dorp, die Velká Chmelištná verbinden met Čistá en Jesenice (4 keer per werkdag - vervoerder: LEXTRANS) en Rakovník en Kůzová (2 keer per werkdag - vervoerder: Transdev Střední Čechy).
In het weekend rijdt er geen bus door het dorp.

## Bezienswaardigheden
- Sint-Bartholomeuskerk op het dorpsplein

## Galerij

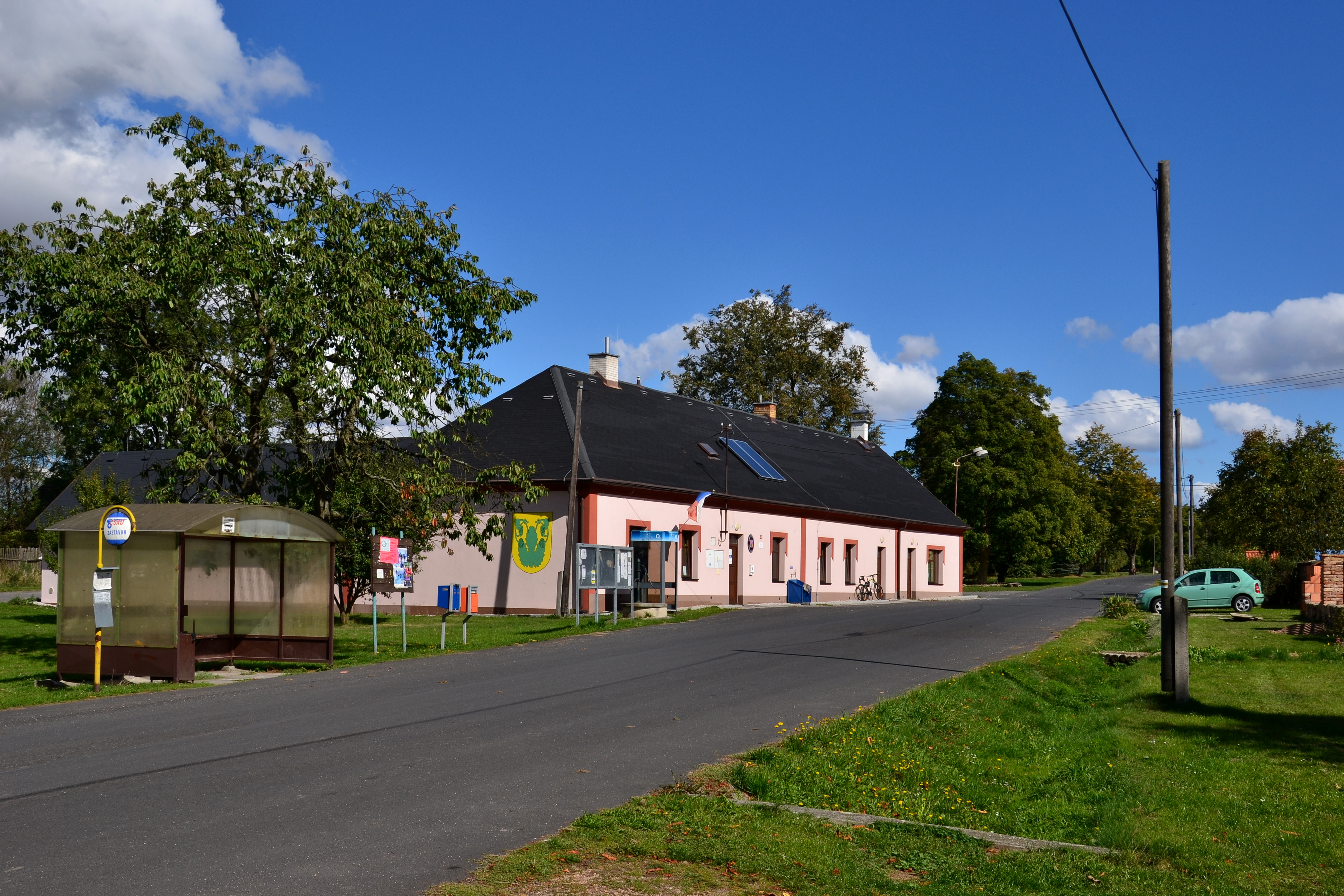
Gemeentehuis
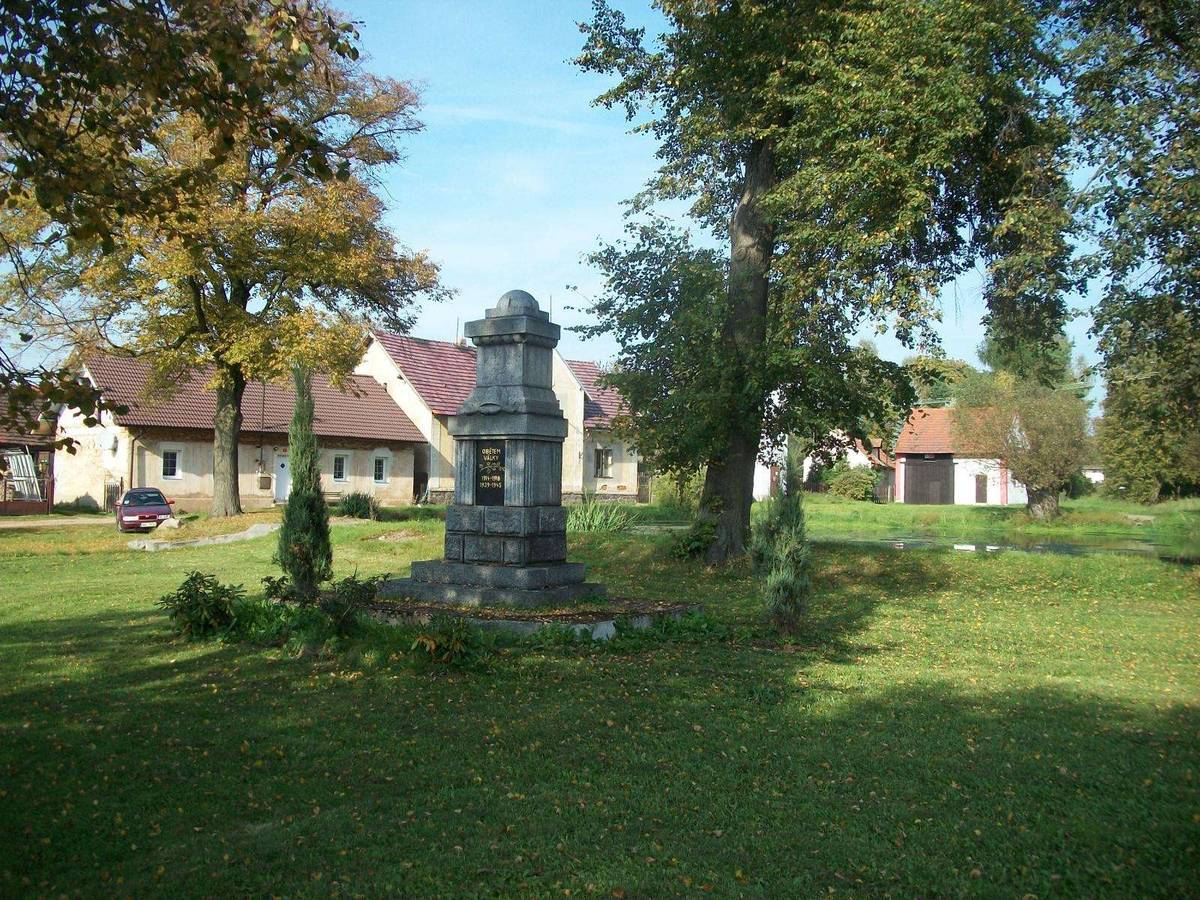
Oorlogsmonument
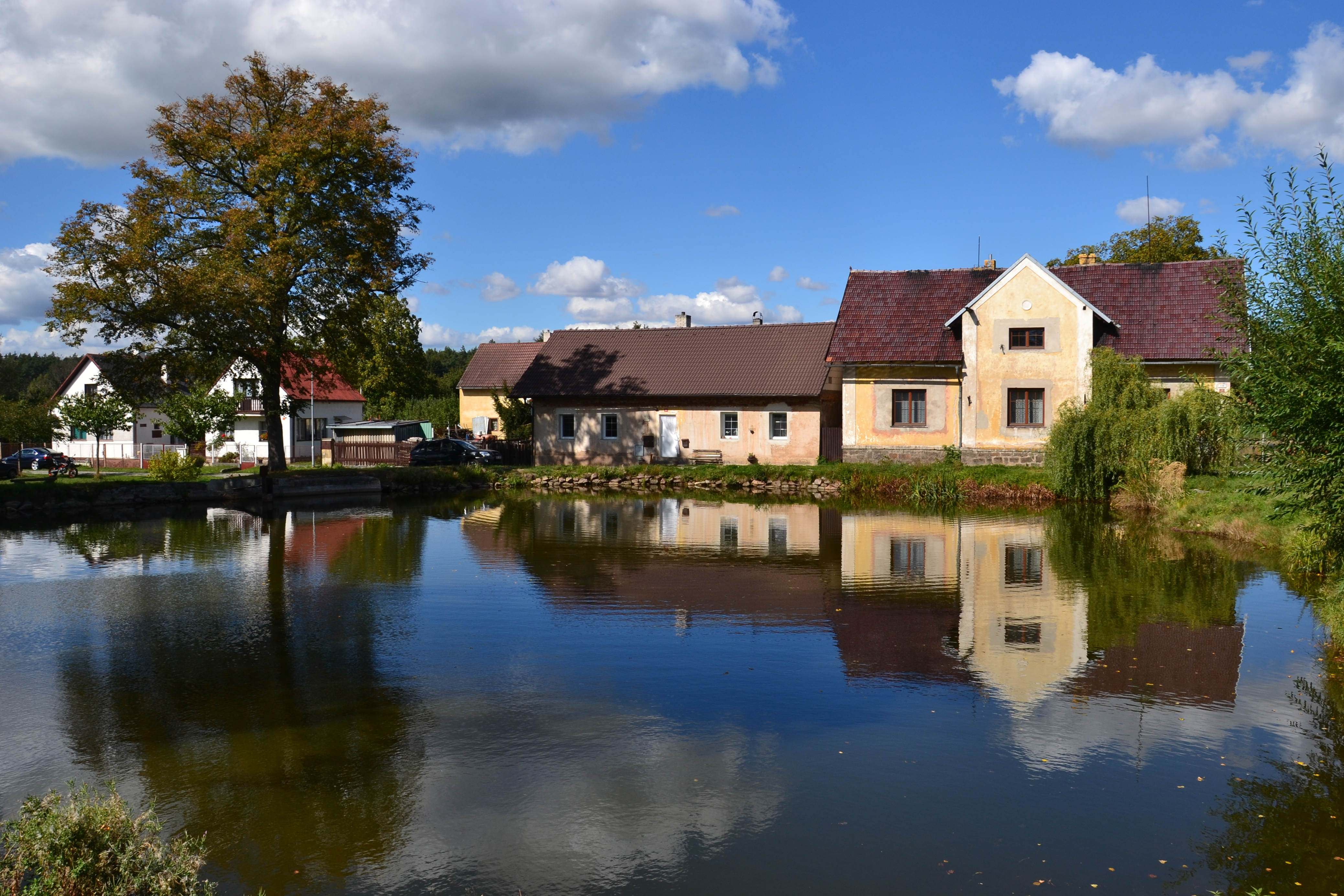
Huizen aan de dorpsvijver
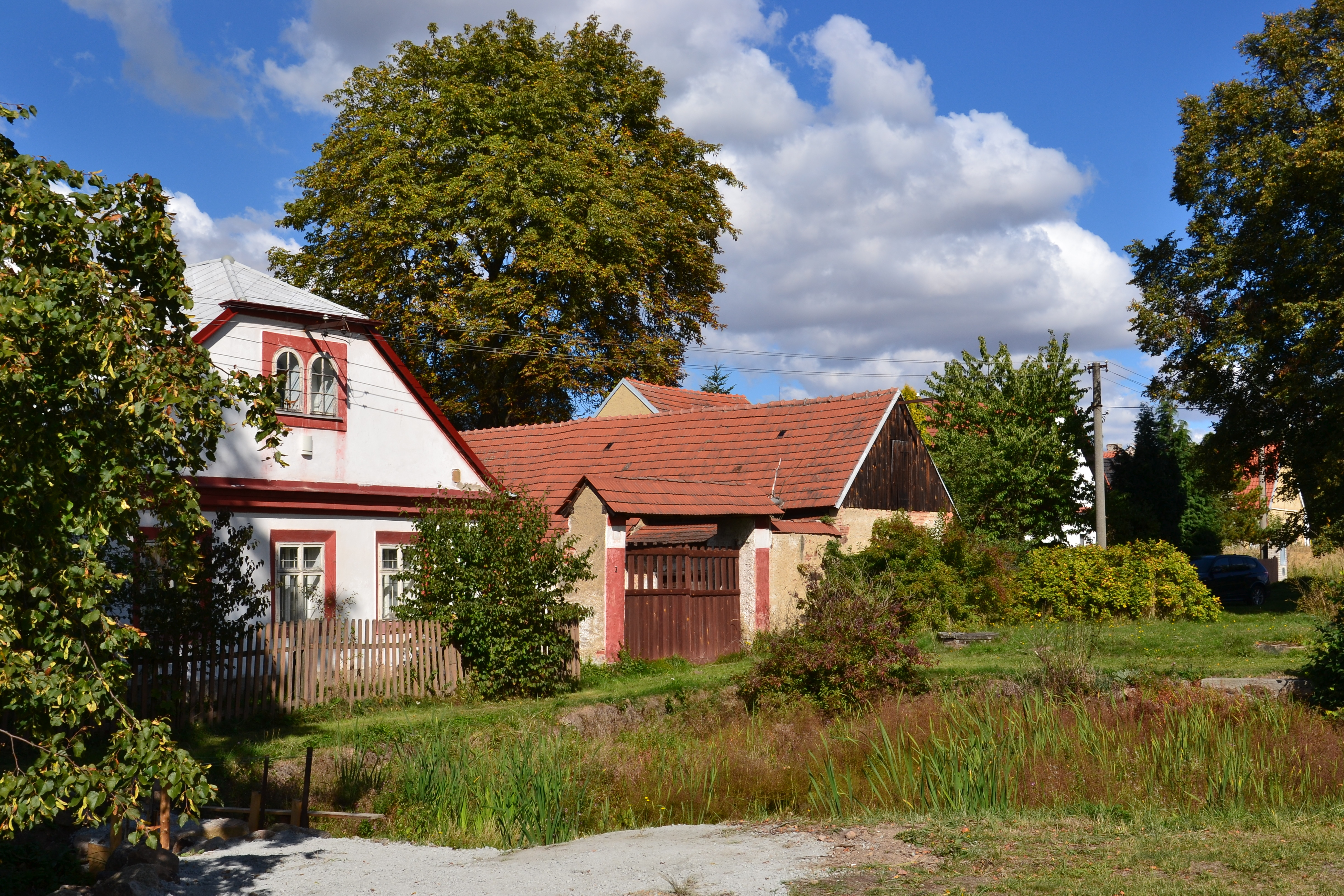
Huizen aan de noordkant van het dorp